# Sinclairs bojor

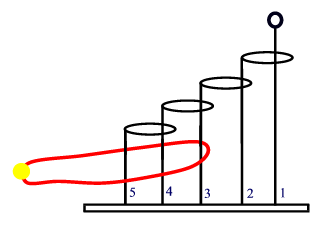

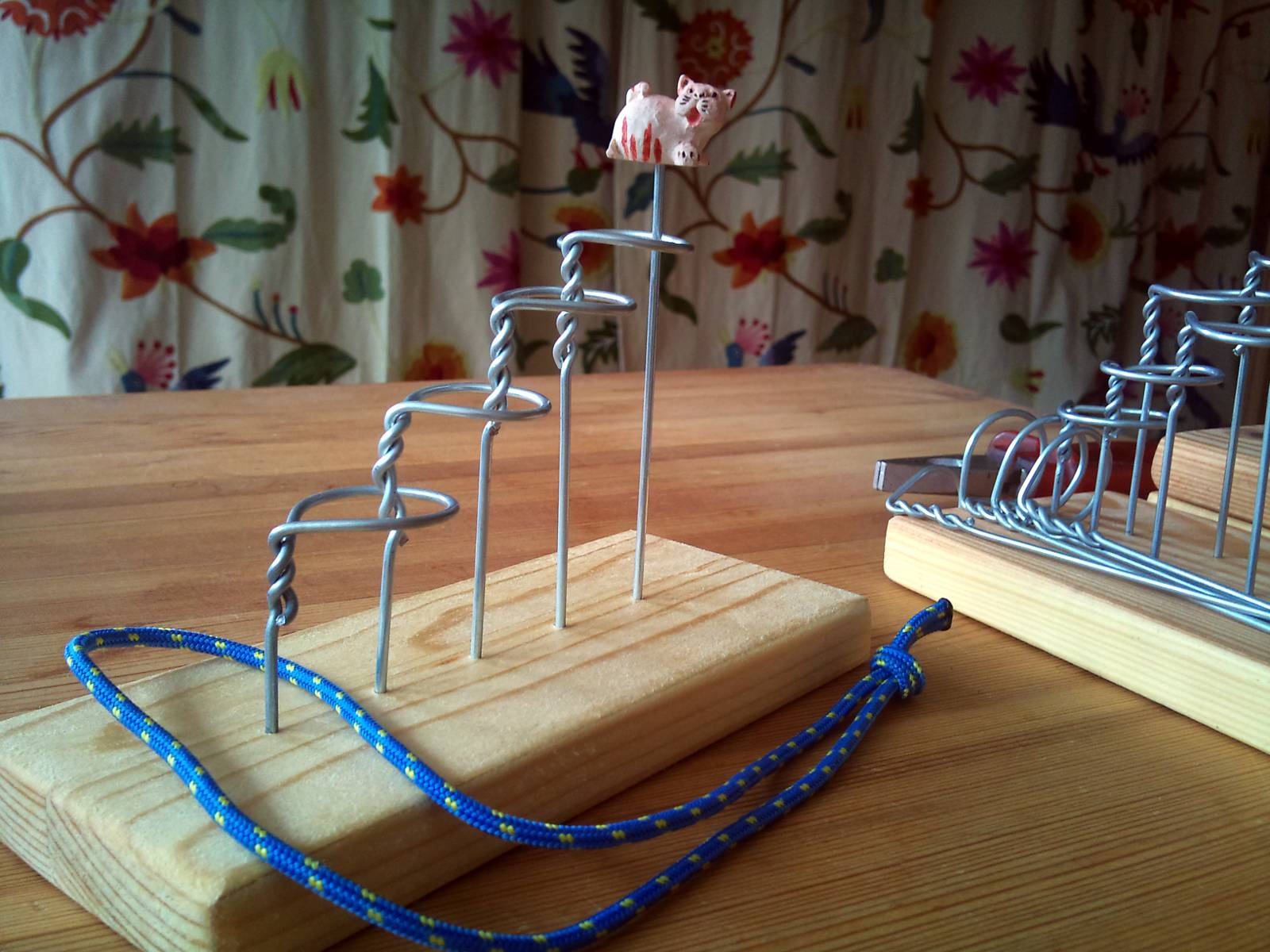

Sinclairs bojor är en leksak som har fått sitt svenska namn efter den svenske diplomaten friherre Malcolm Sinclair, som påstås under en
fängelsevistelse i Ryssland ha uppfunnit och färdigställt den av en kvast.
I Tyskland (Guthsmuths Spiele 1796) kallas de Ringspiel eller Nurnberger Tant. Man har uppgivit att en boja med 20 ringar skulle fordra 64 dagar att klara av, och en med 30 ringar 2 760 år.